# Ralph Spiegler

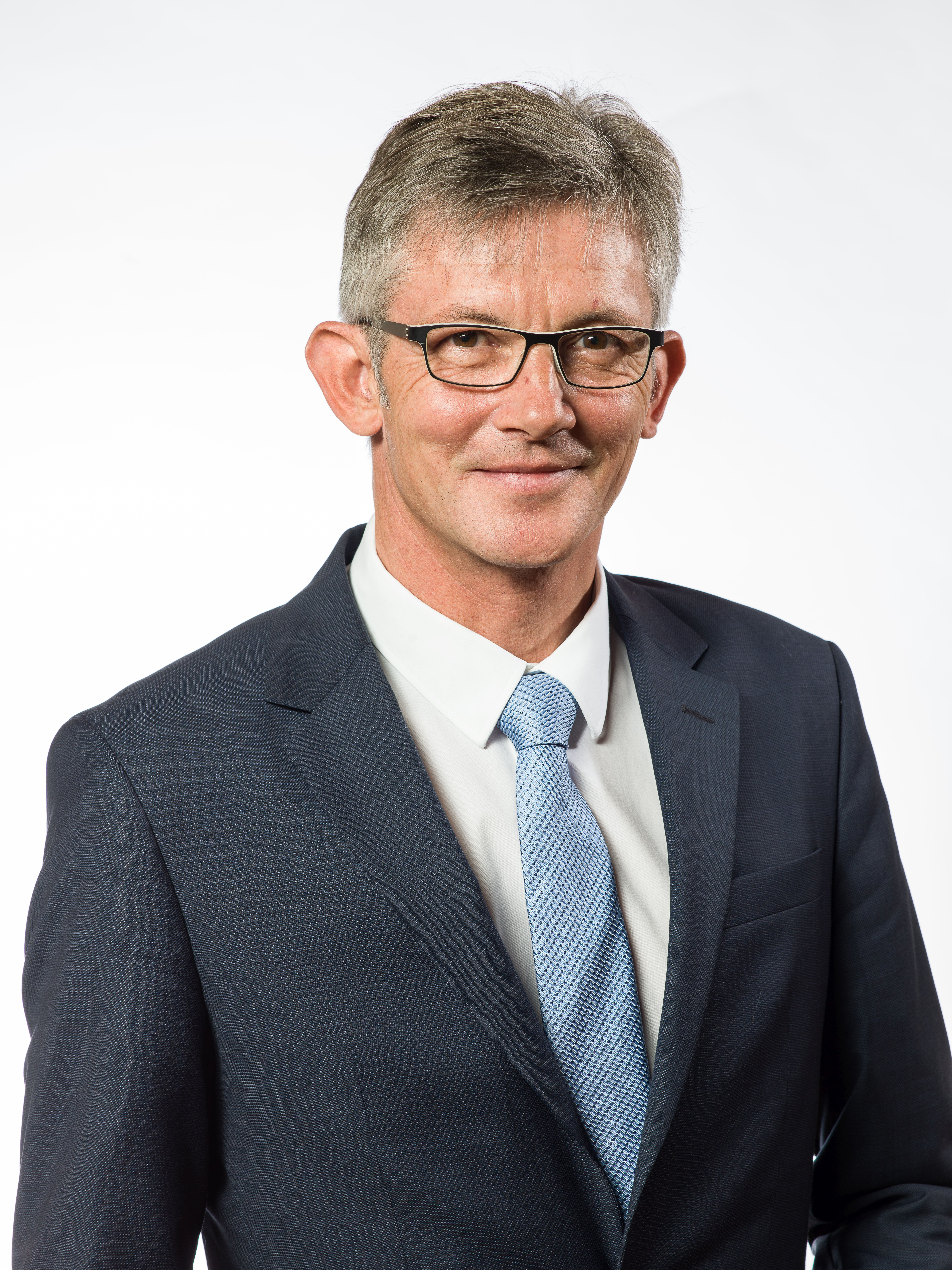
Ralph Spiegler, 2018

Ralph Spiegler (* 13. Mai 1961 in Bad Kreuznach) ist ein deutscher Kommunalpolitiker (SPD). Er ist seit 1994 Bürgermeister der Verbandsgemeinde Nieder-Olm.

## Familie
Ralph Spiegler ist mit einer Schwester in der Kleinstadt Meisenheim am Glan aufgewachsen. Heute lebt er in Stadecken-Elsheim, einer der acht Gemeinden in der Verbandsgemeinde Nieder-Olm. Er ist verheiratet und hat zwei erwachsene Töchter.

## Ausbildung, Beruf
Ralph Spiegler besuchte die Grundschule und das Paul-Schneider-Gymnasium in Meisenheim und legte dort 1980 sein Abitur ab. Von 1980 bis 1986 studierte er an der Universität des Saarlandes in Saarbrücken und an der Johannes-Gutenberg-Universität in Mainz Rechtswissenschaften. Sein erstes Juristisches Staatsexamen legte er 1986 ab. Danach leistete er seinen Grundwehrdienst. Im Anschluss daran durchlief er sein Referendariat im Bezirk des Oberlandesgerichts Koblenz. Sein zweites Juristisches Staatsexamen bestand Spiegler 1991. Nach einer kurzen Tätigkeit als Staatsanwalt bei der Staatsanwaltschaft Bad Kreuznach war er von 1991 bis 1994 als Landesbeamter bei der Bezirksregierung Rheinhessen-Pfalz und bei der Kreisverwaltung Bad Kreuznach als Leitender Staatlicher Beamter sowie als Jugend- und Sozialdezernent tätig.

## Politik
Spiegler ist seit 1984 Mitglied der SPD. In Meisenheim war er von 1989 bis 1994 Mitglied des Stadtrates.
1994 wurde er erstmals in einer Direktwahl zum hauptamtlichen Bürgermeister der Verbandsgemeinde Nieder-Olm (Rheinhessen) gewählt. 2002, 2010 und 2018 wurde er im Amt bestätigt.
Seit 2006 ist Spiegler Ehrenbürger der polnischen Gemeinde Głuchołazy, in der Woiwodschaft Oppeln an der Grenze nach Tschechien gelegen. Zwischen der Verbandsgemeinde Nieder-Olm und der Gemeinde Głuchołazy besteht seit 1996 eine Partnerschaft.
Seit 2012 ist Spiegler alternierender Vorsitzender des Gemeinde- und Städtebundes Rheinland-Pfalz (GStB) mit Sitz in Mainz, nachdem er bereits 2004 in den dortigen Vorstand gewählt wurde. Darüber hinaus ist er Mitglied des Präsidiums des Deutschen Städte- und Gemeindebundes (DStGB) mit Sitz in Berlin. Im November 2014 wurde er zum Vizepräsidenten, im Juni 2020 mit Wirkung zum 1. Juli 2020 zum Präsidenten des DStGB gewählt. Ab dem 1. Januar 2023 fungierte Spiegler als 1. Vizepräsident des DStGB. In seiner Sitzung am 2. Juni 2025 hat ihn der Hauptausschuss des Deutschen Städte- und Gemeindebundes (DStGB) erneut einstimmig zum neuen Präsidenten des Verbandes gewählt. Dieses Amt trat er offiziell am 1. Juli 2025 an. Er vertritt den DStGB unter anderem im Kommunalbund der Telekom AG (seit 2020) und als Mitglied im Kongress der Gemeinden und Regionen des Europarates (KGRE). 
Zudem ist er stellvertretender Landesvorsitzender der Sozialdemokratischen Gemeinschaft für Kommunalpolitik Rheinland-Pfalz (SGK) und Mitglied des Vorstandes der Bundes-SGK, dem bundesweiten Zusammenschluss der Kommunalpolitiker in der SPD. Mit dem Amt des (1. Vize-) Präsidenten des DStGB verbunden ist die Mitgliedschaft im Kommunalbeirat beim Bundesvorstand der SPD.
Im Kreistag des Landkreises Mainz-Bingen, dessen Mitglied er seit 2000 ist, führte Spiegler von Februar 2010 bis 1. September 2017 als Vorsitzender die SPD-Fraktion. Im Sommer 2016 erklärte er, nicht für die im folgenden Jahr stattfindende Landratswahl im Landkreis Mainz-Bingen zu kandidieren, sondern weiter Bürgermeister der Verbandsgemeinde Nieder-Olm zu bleiben. Spiegler war bis August 2019 Mitglied der Verwaltungsräte der Sparkasse Mainz (hier ist er weiterhin stellvertretendes Mitglied) und der Sparkasse Rhein-Nahe. Seit 2004 ist Spiegler Mitglied der Regionalvertretung der Planungsgemeinschaft Rheinhessen-Nahe. Seit 2019 ist er Sprecher der dortigen SPD-Gruppe. 
Darüber hinaus engagiert er sich im Gesamtvorstand des Deutschen Sparkassen- und Giroverbandes. Dort fungiert er als einer von vier Vizepräsidenten. Zusätzlich ist er, als Vertreter der Bundesvereinigung der kommunalen Spitzenverbände, Mitglied des Verwaltungsrates der DekaBank.
Am 4. März 2018 wurde Spiegler gegen zwei Mitbewerber im ersten Wahlgang mit 53,5 % der abgegebenen Stimmen zum vierten Mal als Bürgermeister der VG-Nieder-Olm gewählt. Im Juni 2025 erklärte Spiegler, dass er bei der am 26. März 2026 stattfindenden Wahl des Bürgermeisters der Verbandsgemeinde Nieder-Olm nicht erneut kandidieren werde. Seine Amtszeit endet daraufhin am 10. August 2026. 

## Ehrenamt
Spiegler ist Mitglied in vielen Vereinen. Im Förderverein der Seniorenresidenz VG Nieder-Olm ist er seit der Vereinsgründung Vorsitzender. Seit 2007 beteiligt er sich an der Initiative „Rheinhessen gegen Rechts“.